# 杰奎·汉德
杰奎琳·安妮·汉德（英語：Jacqueline Anne Hand；1999年2月19日—），新西兰女子职业足球运动员，司职前锋，目前效力于刘易斯足球俱乐部和新西兰国家女子足球队。她曾代表新西兰参加2024年夏季奥林匹克运动会女子足球比赛。